# スチュアート・コーンフェルド
スチュアート・コーンフェルド（Stuart Cornfeld、1952年11月13日 - 2020年6月26日）は、アメリカ合衆国の映画プロデューサー・俳優。 

## 人物
ベン・スティラーとRed Hour Productionsを経営している。1970年代、カリフォルニア大学バークレー校に通った。
『トロピック・サンダー/史上最低の作戦』に登場するトム・クルーズ演じるハリウッドのプロデューサーは彼がモデルになっている。

## プロデュース作品
- エレファント・マン The Elephant Man (1980)
- ザ・フライ The Fly (1986)
- Oh!引っ越し Moving (1988)
- ザ・フライ2 二世誕生 The Fly II: The Insect Awakens (1989)
- KAFKA/迷宮の悪夢 Kafka (1991)
- ズーランダー Zoolander (2001)
- おまけつき新婚生活 Duplex (2003)
- スタスキー&ハッチ Starsky & Hutch (2004)
- ドッジボール Dodgeball: A True Underdog Story (2004)
- テネイシャスD 運命のピックをさがせ! Tenacious D in The Pick of Destiny (2006)
- 俺たちフィギュアスケーター Blades of Glory (2007)
- パラサイト・バイティング 食人草 The Ruins (2008)
- トロピック・サンダー/史上最低の作戦　Tropic Thunder (2008)
- サブマリン Submarine (2010)
- メガマインド Megamind (2010)
- ピザボーイ 史上最凶のご注文 30 Minutes or Less (2011)
- ビッグ・ボーイズ しあわせの鳥を探して The Big Year (2011)

## 出演作品
- 初体験/リッジモント・ハイ "Fast Times at Ridgemont High" (1982)
- アダルト♂スクール Old School (2003)